# Trường phái Tuyệt đỉnh

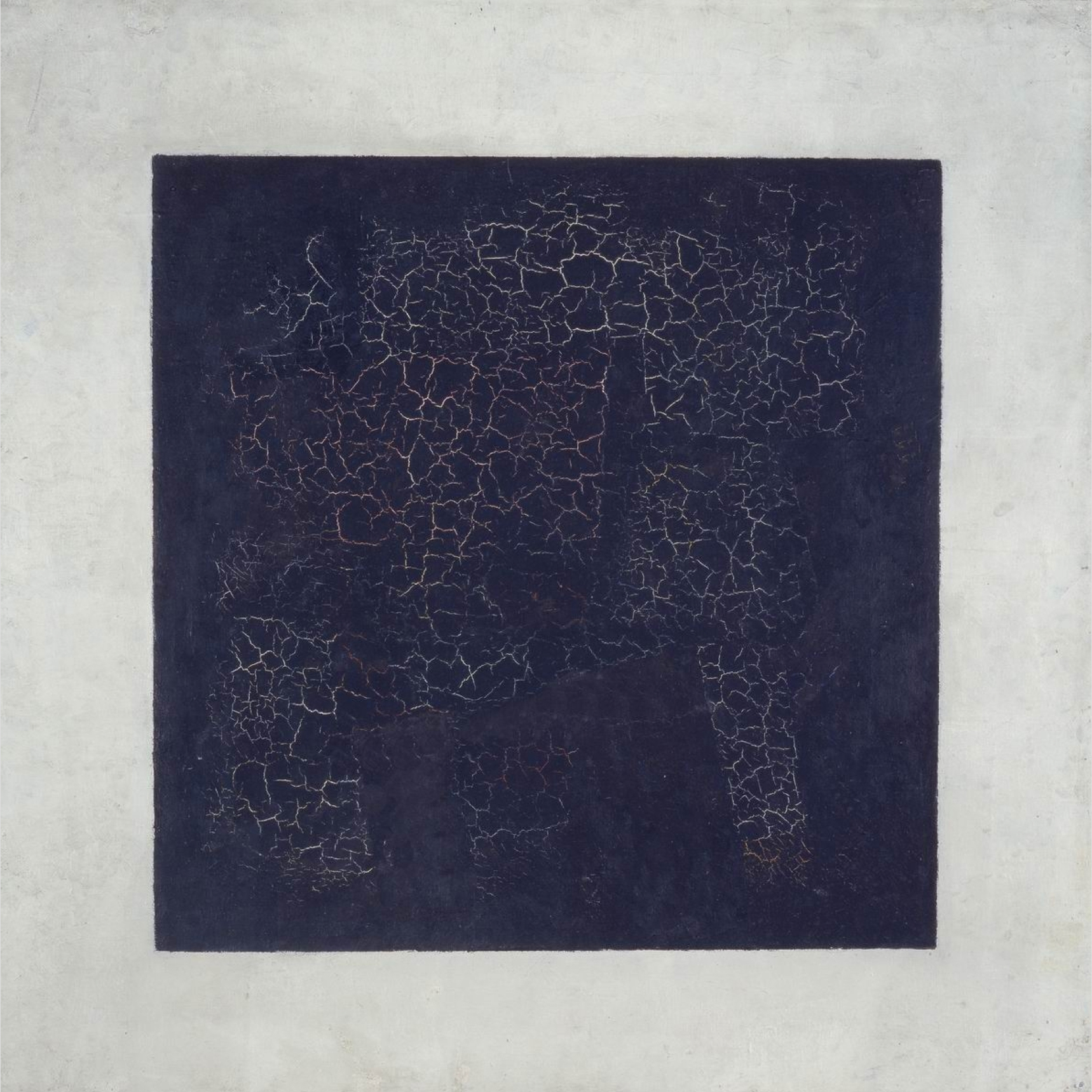
Kazimir Malevich, Hình vuông đen, 1915, sơn dầu trên vải lanh, 79.5 x 79.5 cm, Tretyakov Gallery, Moscow

Trường phái Tuyệt đỉnh hay Trường phái Siêu việt (suprematism) (tiếng Nga: супремати́зм) là một phong trào nghệ thuật, tập trung vào các dạng thức hình học cơ bản, chẳng hạn như hình tròn, hình vuông, đường kẻ, và hình chữ nhật, được vẽ trong một phạm vi giới hạn của màu sắc. Trường phái được sáng lập bởi Kazimir Malevich ở Nga, vào khoảng năm 1913, và được công bố trong triển lãm năm 1915 của Malevich, Triển lãm Vị lai Cuối cùng của Mỹ thuật 0.10 tại St. Petersburg, đó là nơi ông cùng với 13 nghệ sĩ khác trưng bày 36 tác phẩm theo phong cách tương tự. Thuật ngữ "tuyệt đỉnh" muốn đề cập đến một nghệ thuật trừu tượng dựa trên "cảm giác đỉnh cao nhất của nghệ thuật thuần túy" hơn là mô tả trực quan của các đối tượng.

## Khai sinh phong trào

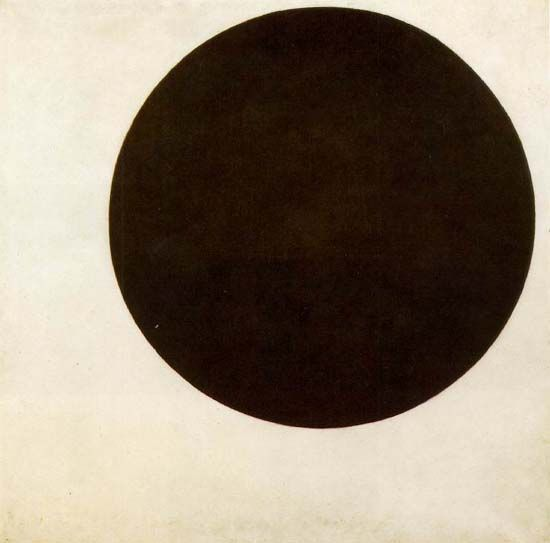
Kazimir Malevich, Hình tròn đen, 1915, sơn dầu trên voan, 106.4 × 106.4 cm, Bảo tàng State Russian, St. Petersburg

Kazimir Malevich phát triển khái niệm về trường phái Tuyệt đỉnh khi ông đã là một họa sĩ thành danh, với tranh đã được trưng bày trong nhóm Donkey's Tail và các cuộc triển lãm của Der Blaue Reiter năm 1912 với các tác phẩm hơi hướng vị lai. Sự phong phú của các hình thức nghệ thuật mới trong hội họa, thơ ca và âm nhạc cũng như sự hồi sinh của nghệ thuật dân gian truyền thống của Nga đã tạo ra một môi trường phong phú, trong đó một trường phái Hiện đại được sinh ra.

Trong "Suprematism" (Phần II của cuốn sách "Thế giới phi vật thể", được xuất bản năm 1927 ở Munich với tư cách là quyển sách số 11 của trường Bauhaus, Malevich đã nêu rõ khái niệm cốt lõi về chủ nghĩa Tuyệt đỉnh:
Nhờ có chủ nghĩa Tuyệt đỉnh mà tôi hiểu tính ưu việt của cảm giác thuần khiết trong nghệ thuật sáng tạo. Đối với các nhà theo phong trào này, hiện tượng thị giác của thế giới khách quan đối với họ là vô nghĩa; điều quan trọng là cảm giác, như vậy, tương đối khác với môi trường phía trước nó.
Ông cũng tạo ra một "ngữ pháp" theo kiểu Tuyệt đỉnh dựa trên các hình thức hình học cơ bản; đặc biệt, hình vuông và hình tròn. Trong triển lãm 0.10 năm 1915, Malevich trưng bày các thử nghiệm đầu tiên của mình cho các bức tranh theo trường phái này. Trung tâm của buổi triển lãm của ông là bức Hình vuông Đen, được đặt ở nơi được gọi là góc đỏ/đẹp trong truyền thống Chính thống Nga; vị trí của biểu tượng chính trong một ngôi nhà. "Hình vuông Đen" được vẽ vào năm 1915 và được trưng bày như một bước đột phá trong sự nghiệp của ông và trong nghệ thuật nói chung. Việc Malevich cũng vẽ màu trắng trên nền trắng cũng được báo trước là một cột mốc quan trọng. Bức "Trắng trên trắng" đánh dấu sự thay đổi từ phong cách đa sắc sang đơn sắc của trường phái này.

## Những ảnh hưởng đến phong trào

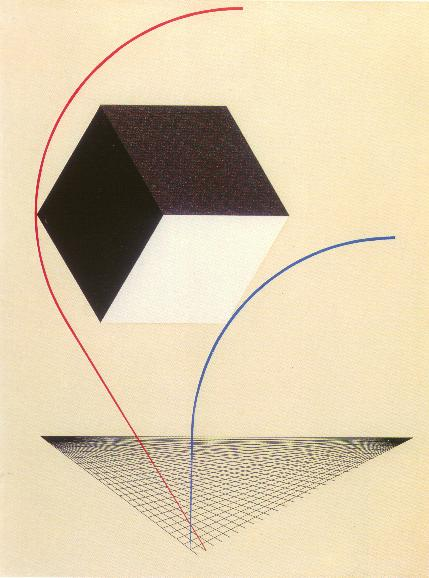
Prounen của El Lissitzky năm 1925

Malevich cũng ghi nhận sự ra đời của chủ nghĩa Tuyệt đỉnh với "Chiến thắng mặt trời", tác phẩm opera vị lai của Kruchenykh mà ông đã thiết kế bộ trang phục vào năm 1913. Mục đích của các nghệ sĩ tham gia là phá vỡ sân khấu thông thường của quá khứ và sử dụng "rõ ràng, thuần túy, hợp lý ngôn ngữ Nga". Malevich để tâm đến điều này và thực hành bằng cách tạo ra trang phục từ các vật liệu đơn giản và do đó đã tận dụng các hình dạng hình học. Ánh sáng đã được sử dụng theo cách để cho bàn tay, chân hoặc đầu của nghệ sĩ thay đổi hoặc biến mất trong bóng tối. Bức màn sân khấu là một hình vuông màu đen. Một trong những bản vẽ cho phông cho thấy một hình vuông màu đen chia theo đường chéo thành một hình tam giác màu đen và trắng. Bởi vì sự đơn giản của các hình thức cơ bản này, họ đã có thể biểu hiện một khởi đầu mới.
Một ảnh hưởng quan trọng khác đối với Malevich là những ý tưởng của nhà huyền môn, triết gia, và học trò Nga của Georges Gurdjieff, P. D. Ouspensky, người đã viết "chiều không gian thứ tư hay con đường thứ tư vượt quá ba chiều mà các giác quan bình thường của chúng ta có thể tiếp cận".
Một số các tiêu đề cho các bức tranh vào năm 1915 thể hiện khái niệm của hình học phi Euclide mà tưởng tượng các dạng thức trong chuyển động, hoặc qua thời gian; các tiêu đề như vậy ví dụ như: Vật thể hai chiều được vẽ trong trạng thái chuyển động. Chúng đưa ra một số chỉ dẫn giúp ta có thể hiểu các tác phẩm Tuyệt đỉnh được vẽ từ năm 1915 đến 1918.